# Kuna ribolovac
Kuna ribolovac (Martes pennanti) sjevernoamerička je kuna, pripadnik roda Martes. Kuna ribolovac okretna je na drveću te ima vitko tijelo koje joj omogućava potjeru plijena čak i u šupljinama drveća ili podzemnim jazbinama. Unatoč njenom imenu, ova vrsta rijetko se hrani ribom; ime vjerojatno dolazi od francuske riječi fichet, koja se odnosi na krzno europskog običnog tvora. 

## Rasprostranjenost
Kuna ribolovac šumska je životinja i najčešće ju pronalazimo u crnogoričnim ili miješanim šumama s visokim, trajnim krošnjama. Izbjegavaju otvorena područja. Vrsta je samotnjačka, izuzev za vrijeme parenja. 
Kunu ribolovca pronalazimo od Sierra Nevade u Kaliforniji do Apalačkog gorja u Zapadnoj Virginiji te prema sjeveru Nove Engleske, kao i južne Aljaske i preko većeg dijela Kanade. Kune ribolovci prisutne su i u Stjenjaku, iako u manjem broju, jer je veći dio populacija rezultat ponovnog uvođenja u okoliš.

## Obilježja
Krzna kune ribolovca tamnosmeđe su boje, s crnim repom i udovima; neke jedinke imaju kremasto obojen uzorak krzna na prsima. Sva četiri uda imaju po pet prstiju s pandžama koje se mogu uvući. Sposobne su zaokrenuti stražnje šape za 180 stupnjeva, pa su u mogućnosti silaziti s drveća glavom prema tlu.
Odrasle jedinke teže između 2 do 7 kilograma, dok duljina njihova tijela iznosi između 65 do 125 centimetara. Mužjaci su otprilike dvostruko veći od ženki. Najmanja zabilježena težina ženke iznosila je 1.4 kilograma, jedva teža od većine ostalih pripadnika roda Martes, dok su zabilježene težine mužjaka iznosile i do 9 kilograma, što je najveća težina zabilježena u rodu.
Kružni uzorak krzna na središnjem jastučiću stražnjih šapa obilježava plantarne žlijezde koje otpuštaju karakterističan miris, za koji se vjeruje da vrsti služi za komuniciranje tijekom sezone parenja. Kune ribolovci poznate su po jednom od svojih glasanja, koje zvuči poput vriska djeteta, te ga se često može zamijeniti kao nečiji poziv upomoć.
Pare se tijekom proljeća i podižu mlade tijekom ranog ljeta.

## Lov i prehrana
Kune ribolovci su samotnjački lovci. Hrane se prvenstveno zečevima, vjevericama, miševima, rovkama, ježevima i ponekad domaćim životinjama. U njihovu prehranu uključuju se i male ptice, bobičasto i ostalo voće, kao i jelen u obliku strvine. Kune ribolovci ponekad se hrane i pticama koje se gnijezde na tlu, poput lještarki i purana, jer su jaja i ptići ovih ptica lake mete.

## Razmnožavanje
Ženke ove vrste postaju spolno zrele i počinju se pariti s navršenom godinom života. Vrijeme parenja započinje krajem veljače i završava krajem travnja. Dolazi do odgađanja implantacije oplođene jajne stanice od deset mjeseci, čime dolazi do gestacijskog perioda u trajanju od jedne godine. Mladunčad dolazi na svijet u jazbinama visoko u šupljinama drveća.

## Drugi projekti
|  | Zajednički poslužitelj ima stranicu o temi Martes pennanti |
|  | Wikivrste imaju podatke o taksonu kuni ribolovcu           |